# Zabójcy (serial telewizyjny)
Zabójcy (Den som dræber, 2011) – duński serial telewizyjny nadawany przez stację TV 2 od 13 marca do 15 maja 2011 roku. W Polsce nadawany był na kanale Filmbox Extra od 2 marca do 6 kwietnia 2012 roku. Wyprodukowany przez Jonasa Allena i Petera Bose z Miso Film.
Budżet serialu wyniósł w sumie 11, 5 mln euro. W dniu premiery ustanowił rekord oglądalności w historii duńskiej telewizji, gromadząc przed telewizorami co trzeciego widza w przedziale wiekowym 21-50. Mimo to stacja TV 2 zdecydowała o zakończeniu serialu po pierwszej serii.

## Opis fabuły
Komisarz Katrine Ries Jensen oraz psychiatra sądowy Thomas Schaeffer starają się odnaleźć seryjnego mordercę.

## Obsada

### Główne role
- Laura Bach jako Katrine Ries Jensen
- Jakob Cedergren jako Thomas Schaeffer
- Lars Mikkelsen jako Magnus Bisgaard
- Lærke Winther Andersen jako Mia Vogelsang
- Frederik Meldal Nørgaard jako Stig Molbeck
- Iben Dorner jako Benedicte Schaeffer

### Gościnne role
- Carsten Bjørnlund jako Adam Krogh (odc. 1-2)
- David Dencik jako Lars Werner (odc. 3-4)
- Stine Stengade jako Andrea Lorck (odc. 3-4)
- Ulrich Thomsen jako Martin Høegh (odc. 5-6)
- Kim Bodnia jako Jakov (odc. 7-8)
- Thomas Levin jako David (odc. 7-8)
- Alexandre Willaume jako Simon (odc. 9-10)
- Marie Askehave jako Maria (odc. 9-10)

## Spis odcinków
| Duńska premiera | Polska premiera | N/o | Polski tytuł     | Duński tytuł     |
| --------------- | --------------- | --- | ---------------- | ---------------- |
|                 |                 |     |                  |                  |
| 13.03.2011      | 02.03.2012      | 01  | Ogród ofiar      | Liget i skoven   |
| 20.03.2011      | 02.03.2012      | 02  | Ogród ofiar      | Liget i skoven   |
|                 |                 |     |                  |                  |
| 27.03.2011      | 09.03.2012      | 03  | Utopia           | Utopia           |
| 03.04.2011      | 09.03.2012      | 04  | Utopia           | Utopia           |
|                 |                 |     |                  |                  |
| 10.04.2011      | 16.03.2012      | 05  | Słuszny gniew    | Ondt blod        |
| 17.04.2011      | 16.03.2012      | 06  | Słuszny gniew    | Ondt blod        |
|                 |                 |     |                  |                  |
| 24.04.2011      | 23.03.2012      | 07  | Oko za oko       | Øje for øje      |
| 01.05.2011      | 23.03.2012      | 08  | Oko za oko       | Øje for øje      |
|                 |                 |     |                  |                  |
| 08.05.2011      | 30.03.2012      | 09  | Gra o życie      | Dødens kabale    |
| 15.05.2011      | 30.03.2012      | 10  | Gra o życie      | Dødens kabale    |
|                 |                 |     |                  |                  |
| 15.03.2012      | 06.04.2012      | 11  | Cień przeszłości | Fortidens skygge |
|                 |                 |     |                  |                  |